# Edmund Conen
Edmund Conen (Ürzig, 10 novembre 1914 – Leverkusen, 5 marzo 1990) è stato un allenatore di calcio e calciatore tedesco, di ruolo attaccante.
Nel 1934, fu avvicinato dal Werder Brema ma, invece di unirsi a loro, disse alla DFB che il Werder stava offrendo offerte finanziarie ai giocatori (a quel tempo il calcio era ancora strettamente amatoriale in Germania e non erano consentiti pagamenti ai giocatori).
La vicenda si è conclusa con la multa e la sospensione di alcuni dirigenti, giocatori e presidente della squadra.
Con quattro gol nella Coppa del Mondo FIFA del 1934 in Italia, Conen è stato il secondo capocannoniere insieme all'italiano Angelo Schiavio, dietro Oldřich Nejedlý della Cecoslovacchia che ha segnato cinque gol.
Ha giocato dal 1934 al 1942 in 28 partite internazionali per la Germania e ha segnato 27 gol.
A soli 19 anni, il giovane tedesco Conen ha avuto un notevole impatto alla seconda Coppa del Mondo FIFA con i suoi tre gol nella sua prima partita del torneo contro il Belgio il 27 maggio. La partita è stata pareggiata sul 2-2 prima che il potente attaccante segnasse tre volte negli ultimi 17 minuti per consegnare ai tedeschi una vittoria per 5-2 a Firenze, in Italia. Questo risultato poteva essere pareggiato solo da Gerd Müller nel mondiale del 1970 contro il Perù. Riuscì a colpire il vincitore quando i tedeschi presero la medaglia di bronzo con una vittoria per 3-2 nello spareggio per il terzo posto contro l'Austria.
Due anni dopo, a 21 anni, la carriera di Conen fu interrotta a causa di una malattia. Questo lo ha tenuto lontano dal calcio per tre anni e mezzo. Conen è stato coraggioso e ha lottato per tornare in nazionale il 25 giugno 1939. In questa data a Copenaghen contro la Danimarca Conen ha fatto la rimonta perfetta, con un gol nella vittoria per 2:0. Durante la seconda guerra mondiale nel 1942, ha giocato la sua ultima partita internazionale. La nazionale tedesca ha vinto questa partita finale 5:3 Budapest contro l'Ungheria. Conen e un giovane Fritz Walter erano in fiamme per l'equipaggio di Sepp Herberger.
Dopo la fine della guerra Conen ha lavorato come allenatore, a metà degli anni '50, con l'Eintracht Braunschweig nel nord e il Wuppertaler SV nell'ovest.                                        In seguito ha allenato il Bayer Leverkusen e in seguito altre squadre della città di Leverkusen come SV Schlebusch e BV Opladen. Conen morì nella primavera del 1990 a Leverkusen, solo pochi mesi prima che la Germania Ovest vincesse la sua terza Coppa del Mondo.

## Palmarès

### Giocatore

#### Competizioni regionali club
- Gauliga Wurttemberg: 3

Kickers Stoccarda: 1939-1940, 1940-1941, 1941-1942
Competizioni